# Факултет организационих студија Универзитета Привредна академија
Факултет организационих студија „Едука” је високошколска установа Универзитета Привредна академија у Београду. До 2023. године имао је статус високе школе, након чега прелази у састав Универзитета Привредна академија и постаје факултет. Налази се у Улици мајке Јевросиме број 15 на Старом граду.

## Студије
Основне академске студије
- Психологија
- Пословна изузетност и организација

Мастер академске студије
- Психологија
- Пословна изузетност и организација

Основне струковне студије
- Менаџмент у хотелијерству и гастрономији
- Менаџмент и бизнис
- Безбедност

Специјалистичке струковне студије
- Менаџмент
- Корпоративна безбедност